# Чемпіонат світу з футболу 2018 (кваліфікаційний раунд, УЄФА, група B)
Кваліфікаційний раунд чемпіонату світу з футболу 2018 в зоні УЄФА у Групі B визначить учасника ЧС-2018 у Росії від УЄФА.

## Турнірна таблиця
| М  | Команда           | І  | В | Н | П | МЗ | МП | РМ  | О  |
| -- | ----------------- | -- | - | - | - | -- | -- | --- | -- |
| 1. | Португалія        | 10 | 9 | 0 | 1 | 32 | 4  | +28 | 27 |
| 2. | Швейцарія         | 10 | 9 | 0 | 1 | 23 | 7  | +16 | 27 |
| 3. | Угорщина          | 10 | 4 | 1 | 5 | 14 | 14 | 0   | 13 |
| 4. | Фарерські острови | 10 | 2 | 3 | 5 | 4  | 16 | −12 | 9  |
| 5. | Латвія            | 10 | 2 | 1 | 7 | 7  | 18 | −11 | 7  |
| 6. | Андорра           | 10 | 1 | 1 | 8 | 2  | 23 | −21 | 4  |

## Розклад матчів

### 1 тур
| 6 вересня 2016 20:45 (20:45 UTC+2) |

| Андорра | 0 – 1       | Латвія     |
| ------- | ----------- | ---------- |
|         | Звіт(англ.) | Шабала 48' |

| Естаді Насьйональ, Андорра-ла-Велья Глядачів: 1 115 Арбітр: Клейтон Пісані (Мальта) |

| 6 вересня 2016 20:45 (19:45 UTC+1) |

| Фарерські острови | 0 – 0       | Угорщина |
| ----------------- | ----------- | -------- |
|                   | Звіт(англ.) |          |

| Торсволлюр, Торсгавн Глядачів: 4 066 Арбітр: Славко Винчич (Словенія) |

| 6 вересня 2016 20:45 (20:45 UTC+2) |

| Швейцарія              | 2 – 0       | Португалія |
| ---------------------- | ----------- | ---------- |
| Емболо 24' Мехмеді 30' | Звіт(англ.) |            |

| Санкт-Якоб Парк, Базель Глядачів: 36 000 Арбітр: Антоніо Матео Лаос (Іспанія) |

### 2 тур
| 7 жовтня 2016 20:45 (20:45 UTC+2) |

| Угорщина       | 2 – 3       | Швейцарія                             |
| -------------- | ----------- | ------------------------------------- |
| Салаї 53', 72' | Звіт(англ.) | Сеферович 51' Родрігес 67' Штокер 90' |

| Групама Арена, Будапешт Арбітр: Бйорн Кейперс (Нідерланди) |

| 7 жовтня 2016 20:45 (21:45 UTC+3) |

| Латвія | 0 – 2       | Фарерські острови           |
| ------ | ----------- | --------------------------- |
|        | Звіт(англ.) | Наттестад 19' Едмундсон 70' |

| Сконто, Рига Арбітр: Сергій Бойко (Україна) |

| 7 жовтня 2016 20:45 (19:45 UTC+1) |

| Португалія                                           | 6 – 0       | Андорра |
| ---------------------------------------------------- | ----------- | ------- |
| Роналду 2', 4', 47', 68' Канселу 44' Андре Сілва 86' | Звіт(англ.) |         |

| Муніципальний стадіон, Авейру Арбітр: Олівер Драхта (Австрія) |

### 3 тур
| 10 жовтня 2016 20:45 (20:45 UTC+2) |

| Андорра      | 1 – 2       | Швейцарія                  |
| ------------ | ----------- | -------------------------- |
| Мартінес 90' | Звіт(англ.) | Шер 19' (пен.) Мехмеді 77' |

| Естаді Насьйональ, Андорра-ла-Велья Арбітр: Джон Бітон (Шотландія) |

| 10 жовтня 2016 20:45 (19:45 UTC+1) |

| Фарерські острови | 0 – 6       | Португалія                                                         |
| ----------------- | ----------- | ------------------------------------------------------------------ |
|                   | Звіт(англ.) | Андре Сілва 12', 22', 37' Роналду 65' Моутінью 90+1' Канселу 90+3' |

| Торсволлюр, Торсгавн Арбітр: Гедимінас Мажейка (Литва) |

| 10 жовтня 2016 20:45 (21:45 UTC+3) |

| Латвія | 0 – 2       | Угорщина            |
| ------ | ----------- | ------------------- |
|        | Звіт(англ.) | Дюрчо 10' Салаї 77' |

| Сконто, Рига Арбітр: Павел Гіл (Польща) |

### 4 тур
| 13 листопада 2016 18:00 (18:00 UTC+1) |

| Угорщина                              | 4 – 0                   | Андорра |
| ------------------------------------- | ----------------------- | ------- |
| Гера 34' Ланг 43' Дюрчо 73' Салаї 88' | Звіт (FIFA) Звіт (UEFA) |         |

| Групама Арена, Будапешт Глядачів: 20 479 Арбітр: Христос Ніколаїдіс (Кіпр) |

| 13 листопада 2016 20:45 (19:45 UTC±0) |

| Португалія                                       | 4 – 1                   | Латвія     |
| ------------------------------------------------ | ----------------------- | ---------- |
| Роналду 28' (пен.), 85' Карвалью 70' Алвеш 90+2' | Звіт (FIFA) Звіт (UEFA) | Зюзінс 67' |

| Алгарве, Лоуле-Фару Глядачів: 20 744 Арбітр: Боббі Медден (Шотландія) |

| 13 листопада 2016 20:45 (20:45 UTC+1) |

| Швейцарія                    | 2 – 0                   | Фарерські острови |
| ---------------------------- | ----------------------- | ----------------- |
| Дердійок 27' Ліхтштайнер 83' | Звіт (FIFA) Звіт (UEFA) |                   |

| Свісспорарена, Люцерн Глядачів: 14 800 Арбітр: Себастьєн Дельферьєр (Бельгія) |

### 5 тур
| 25 березня 2017 18:00 (18:00 UTC+1) |

| Андорра | 0 – 0                   | Фарерські острови |
| ------- | ----------------------- | ----------------- |
|         | Звіт (FIFA) Звіт (UEFA) |                   |

| Естаді Насьйональ, Андорра-ла-Велья Арбітр: Огнєн Вальїч (Боснія і Герцеговина) |

| 25 березня 2017 18:00 (18:00 UTC+1) |

| Швейцарія | 1 – 0                   | Латвія |
| --------- | ----------------------- | ------ |
| Дрмич 66' | Звіт (FIFA) Звіт (UEFA) |        |

| Стад де Женев, Женева Арбітр: Владислав Безбородов (Росія) |

| 25 березня 2017 20:45 (19:45 UTC±0) |

| Португалія                              | 3 – 0                   | Угорщина |
| --------------------------------------- | ----------------------- | -------- |
| А. Сілва 32' Кріштіану Роналду 36', 65' | Звіт (FIFA) Звіт (UEFA) |          |

| Да Луж, Лісабон Арбітр: Шимон Марциняк (Польща) |

### 6 тур
| 9 червня 2017 20:45 (20:45 UTC+2) |

| Андорра   | 1 – 0                   | Угорщина |
| --------- | ----------------------- | -------- |
| Ребес 26' | Звіт (FIFA) Звіт (UEFA) |          |

| Естаді Насьйональ, Андорра-ла-Велья Глядачів: 2,400 Арбітр: Хараламбос Калоєропулос (Греція) |

| 9 червня 2017 20:45 (19:45 UTC+1) |

| Фарерські острови | 0 – 2                   | Швейцарія            |
| ----------------- | ----------------------- | -------------------- |
|                   | Звіт (FIFA) Звіт (UEFA) | Джака 36' Шачірі 59' |

| Торсволлюр, Торсгавн Глядачів: 4,594 Арбітр: Лука Банті (Італія) |

| 9 червня 2017 20:45 (21:45 UTC+3) |

| Латвія | 0 – 3                   | Португалія                    |
| ------ | ----------------------- | ----------------------------- |
|        | Звіт (FIFA) Звіт (UEFA) | Роналду 41', 63' А. Сілва 67' |

| Сконто, Рига Глядачів: 8,087 Арбітр: Іштван Ковач (Румунія) |

### 7 тур
| 31 серпня 2017 20:45 (20:45 UTC+2) |

| Угорщина                       | 3 – 1                   | Латвія        |
| ------------------------------ | ----------------------- | ------------- |
| Кадар 6' Салаї 26' Джуджак 68' | Звіт (FIFA) Звіт (UEFA) | Фрейманіс 40' |

| Групама Арена, Будапешт Глядачів: 16,500 Арбітр: Євген Арановський (Україна) |

| 31 серпня 2017 20:45 (19:45 UTC+1) |

| Португалія                                            | 5 – 1                   | Фарерські острови |
| ----------------------------------------------------- | ----------------------- | ----------------- |
| Роналду 3', 28' (пен.), 65' Карвалью 58' Олівейра 85' | Звіт (FIFA) Звіт (UEFA) | Балдвінссон 38'   |

| Беса Секулу, Порту Глядачів: 26,514 Арбітр: Срджан Йованович (Сербія) |

| 31 серпня 2017 20:45 (20:45 UTC+2) |

| Швейцарія                          | 3 – 0                   | Андорра |
| ---------------------------------- | ----------------------- | ------- |
| Сеферович 43', 63' Ліхтштайнер 67' | Звіт (FIFA) Звіт (UEFA) |         |

| Кібунпарк, Санкт-Галлен Глядачів: 13,600 Арбітр: Торе Гансен (Норвегія) |

### 8 тур
| 3 вересня 2017 18:00 (17:00 UTC+1) |

| Фарерські острови | 1 – 0                   | Андорра |
| ----------------- | ----------------------- | ------- |
| Ролантссон 32'    | Звіт (FIFA) Звіт (UEFA) |         |

| Торсволлюр, Торсгавн Глядачів: 4,357 Арбітр: Алан Маріо Сант (Мальта) |

| 3 вересня 2017 20:45 (20:45 UTC+2) |

| Угорщина | 0 – 1                   | Португалія      |
| -------- | ----------------------- | --------------- |
|          | Звіт (FIFA) Звіт (UEFA) | Андре Сілва 48' |

| Групама Арена, Будапешт Глядачів: 21,800 Арбітр: Данні Маккелі (Нідерланди) |

| 3 вересня 2017 20:45 (21:45 UTC+3) |

| Латвія | 0 – 3                   | Швейцарія                                     |
| ------ | ----------------------- | --------------------------------------------- |
|        | Звіт (FIFA) Звіт (UEFA) | Сеферович 9' Джемайлі 54' Родрігес 58' (пен.) |

| Сконто, Рига Глядачів: 7,587 Арбітр: Сердар Гезюбююк (Нідерланди) |

### 9 тур
| 7 жовтня 2017 18:00 (17:00 UTC+1) |

| Фарерські острови | 0 – 0                   | Латвія |
| ----------------- | ----------------------- | ------ |
|                   | Звіт (FIFA) Звіт (UEFA) |        |

| Торсволлюр, Торсгавн Глядачів: 4,203 Арбітр: Роберт Шергенгофер (Австрія) |

| 7 жовтня 2017 20:45 (20:45 UTC+2) |

| Андорра | 0 – 2                   | Португалія                  |
| ------- | ----------------------- | --------------------------- |
|         | Звіт (FIFA) Звіт (UEFA) | Роналду 63' Андре Сілва 86' |

| Естаді Насьйональ, Андорра-ла-Велья Глядачів: 3,193 Арбітр: Мирослав Зелінка (Чехія) |

| 7 жовтня 2017 20:45 (20:45 UTC+2) |

| Швейцарія                                         | 5 – 2                   | Угорщина             |
| ------------------------------------------------- | ----------------------- | -------------------- |
| Джака 18' Фрай 20' Цубер 43', 49' Ліхтштайнер 83' | Звіт (FIFA) Звіт (UEFA) | Гузміч 59' Уграй 89' |

| Санкт-Якоб Парк, Базель Глядачів: 32,018 Арбітр: Паоло Тальявенто (Італія) |

### 10 тур
| 10 жовтня 2017 20:45 (20:45 UTC+2) |

| Угорщина | 1 – 0                   | Фарерські острови |
| -------- | ----------------------- | ----------------- |
| Беде 81' | Звіт (FIFA) Звіт (UEFA) |                   |

| Групама Арена, Будапешт Глядачів: 21,400 Арбітр: Рой Райншрайбер (Ізраїль) |

| 10 жовтня 2017 20:45 (21:45 UTC+3) |

| Латвія                                     | 4 – 0                   | Андорра |
| ------------------------------------------ | ----------------------- | ------- |
| Ікауніекс 11' Шабала 19', 59' Тарасовс 63' | Звіт (FIFA) Звіт (UEFA) |         |

| Сконто, Рига Глядачів: 4,153 Арбітр: Мадс-Крістоффер Крістофферсен (Данія) |

| 10 жовтня 2017 20:45 (19:45 UTC+1) |

| Португалія                     | 2 – 0                   | Швейцарія |
| ------------------------------ | ----------------------- | --------- |
| Джуру 41' (аг) Андре Сілва 57' | Звіт (FIFA) Звіт (UEFA) |           |

| Да Луж, Лісабон Глядачів: 61,566 Арбітр: Джюнейт Чакир (Туреччина) |

## Бомбардири
15 голів
- Кріштіану Роналду

9 голів
- Андре Сілва

5 голів
- Адам Салаї